# Remo nos Jogos Olímpicos de Verão de 2020 - Qualificação
Este artigo detalha a fase de qualificação do remo nos Jogos Olímpicos de Verão de 2020. (As Olimpíadas foram adiadas para 2021 devido à pandemia de COVID-19). A maioria das vagas foram concedidas aos Comitês Olímpicos Nacionais, e não a atletas específicos, no Campeonato Mundial de Remo de 2019, realizado em Ottensheim, Áustria de 25 de agosto a 1 de setembro de 2019. No Campeonato Mundial, as nações qualificam barcos, e não tripulações, podendo fazer mudanças para a regata olímpica para os barcos qualificados. Vagas posteriores foram concedidas às nações através de quatro regatas de qualificação continentais na Ásia/Oceania, na África, nas Américas e na Europa. As últimas vagas foram distribuídas pela Regata de Qualificação Olímpica Final em Lucerna, Suíça, em 15 e 16 de maio de 2021.
Todos os CONs qualificados estão limitados a um barco por prova, e apenas CONs com menos de duas vagas pelo Campeonato Mundial podem participar das regatas de qualificação continentais. O país-sede, Japão, receberá vaga automática no skiff simples masculino e no feminino, caso o país não consiga qualificar barcos para nenhuma prova.

## Linha do tempo
| Evento                                               | Data                                 | Local          |
| ---------------------------------------------------- | ------------------------------------ | -------------- |
| Campeonato Mundial de Remo de 2019                   | 25 de agosto a 1 de setembro de 2019 | Ottensheim     |
| Regata de Qualificação Continental da África         | 10 a 12 de outubro de 2019           | Tunis          |
| Regata de Qualificação Continental das Américas      | 4 e 5 de março de 2021               | Rio de Janeiro |
| Regata de Qualificação Continental da Europa         | 5 a 8 de abril de 2021               | Varese         |
| Regata de Qualificação Continental da Ásia e Oceania | 5 a 7 de maio de 2021                | Tokyo          |
| Regata de Qualificação Final                         | 15 e 16 de maio de 2021              | Lucerne        |

## Sumário de qualificação
| Nação                    | Masculino | Masculino | Masculino | Masculino | Masculino | Masculino | Masculino | Feminino | Feminino | Feminino | Feminino | Feminino | Feminino | Feminino | Barcos | Atletas |
| Nação                    | M1x       | M2-       | M2x       | LM2x      | M4-       | M4x       | M8+       | W1x      | W2-      | W2x      | LW2x     | W4-      | W4x      | W8+      | Barcos | Atletas |
| ------------------------ | --------- | --------- | --------- | --------- | --------- | --------- | --------- | -------- | -------- | -------- | -------- | -------- | -------- | -------- | ------ | ------- |
| RSA África do Sul        |           | Yes       |           |           | Yes       |           |           |          |          |          |          |          |          |          | 2      | 6       |
| GER Alemanha             | Yes       |           | Yes       | Yes       |           | Yes       | Yes       |          |          | Yes      |          |          | Yes      |          | 7      | 24      |
| KSA Arábia Saudita       | Yes       |           |           |           |           |           |           |          |          |          |          |          |          |          | 1      | 1       |
| ALG Argélia              |           |           |           | Yes       |           |           |           |          |          |          |          |          |          |          | 1      | 2       |
| ARG Argentina            |           |           |           |           |           |           |           |          |          |          | Yes      |          |          |          | 1      | 2       |
| AUS Austrália            |           | Yes       |           |           | Yes       | Yes       | Yes       |          | Yes      | Yes      |          | Yes      | Yes      | Yes      | 9      | 40      |
| AUT Áustria              |           |           |           |           |           |           |           | Yes      |          |          | Yes      |          |          |          | 2      | 3       |
| BEL Bélgica              |           |           |           | Yes       |           |           |           |          |          |          |          |          |          |          | 1      | 2       |
| BLR Bielorrússia         |           | Yes       |           |           |           |           |           | Yes      |          |          | Yes      |          |          |          | 3      | 5       |
| BEN Benim                | Yes       |           |           |           |           |           |           |          |          |          |          |          |          |          | 1      | 1       |
| BER Bermudas             | Yes       |           |           |           |           |           |           |          |          |          |          |          |          |          | 1      | 1       |
| BRA Brasil               | Yes       |           |           |           |           |           |           |          |          |          |          |          |          |          | 1      | 1       |
| CAN Canadá               | Yes       | Yes       |           | Yes       | Yes       |           |           | Yes      | Yes      | Yes      | Yes      | Yes      |          | Yes      | 10     | 29      |
| QAT Catar                |           |           |           |           |           |           |           | Yes      |          |          |          |          |          |          | 1      | 1       |
| KAZ Cazaquistão          | Yes       |           |           |           |           |           |           |          |          |          |          |          |          |          | 1      | 1       |
| CHI Chile                |           |           |           | Yes       |           |           |           |          |          |          |          |          |          |          | 1      | 2       |
| CHN China                |           |           | Yes       |           |           | Yes       |           | Yes      | Yes      | Yes      |          | Yes      | Yes      | Yes      | 8      | 28      |
| CIV Costa do Marfim      | Yes       |           |           |           |           |           |           |          |          |          |          |          |          |          | 1      | 1       |
| KOR Coreia do Sul        |           |           |           |           |           |           |           | Yes      |          |          |          |          |          |          | 1      | 1       |
| CRO Croácia              | Yes       | Yes       |           |           |           |           |           |          |          |          |          |          |          |          | 2      | 3       |
| CUB Cuba                 |           |           |           |           |           |           |           | Yes      |          |          |          |          |          |          | 1      | 1       |
| DEN Dinamarca            | Yes       | Yes       |           |           |           |           |           |          | Yes      |          |          | Yes      |          |          | 4      | 9       |
| EGY Egito                | Yes       |           |           |           |           |           |           |          |          |          |          |          |          |          | 1      | 1       |
| ESP Espanha              |           | Yes       |           | Yes       |           |           |           |          | Yes      |          |          |          |          |          | 3      | 6       |
| USA Estados Unidos       |           |           |           |           | Yes       |           | Yes       | Yes      | Yes      | Yes      | Yes      | Yes      | Yes      | Yes      | 9      | 37      |
| EST Estônia              |           |           |           |           |           | Yes       |           |          |          |          |          |          |          |          | 1      | 4       |
| PHI Filipinas            | Yes       |           |           |           |           |           |           |          |          |          |          |          |          |          | 1      | 1       |
| FRA França               |           | Yes       | Yes       |           |           |           |           |          |          | Yes      | Yes      |          | Yes      |          | 5      | 12      |
| GBR Grã-Bretanha         |           |           | Yes       |           | Yes       | Yes       | Yes       | Yes      | Yes      |          | Yes      | Yes      | Yes      | Yes      | 10     | 41      |
| GRE Grécia               | Yes       |           |           |           |           |           |           | Yes      | Yes      |          |          |          |          |          | 3      | 4       |
| GUA Guatemala            |           |           |           |           |           |           |           |          |          |          | Yes      |          |          |          | 1      | 2       |
| HKG Hong Kong            |           |           |           |           |           |           |           | Yes      |          |          |          |          |          |          | 1      | 1       |
| HUN Hungria              | Yes       |           |           |           |           |           |           |          |          |          |          |          |          |          | 1      | 1       |
| IND Índia                |           |           |           | Yes       |           |           |           |          |          |          |          |          |          |          | 1      | 2       |
| INA Indonésia            |           |           |           |           |           |           |           |          |          |          | Yes      |          |          |          | 1      | 2       |
| IRI Irã                  |           |           |           |           |           |           |           | Yes      |          |          |          |          |          |          | 1      | 1       |
| IRQ Iraque               | Yes       |           |           |           |           |           |           |          |          |          |          |          |          |          | 1      | 1       |
| IRL Irlanda              |           |           | Yes       | Yes       |           |           |           | Yes      | Yes      |          | Yes      | Yes      |          |          | 6      | 13      |
| ITA Itália               | Yes       | Yes       |           | Yes       | Yes       | Yes       |           |          | Yes      | Yes      | Yes      |          | Yes      |          | 9      | 23      |
| JPN Japão                | Yes       |           |           |           |           |           |           |          |          |          | Yes      |          |          |          | 2      | 3       |
| KUW Kuwait               | Yes       |           |           |           |           |           |           |          |          |          |          |          |          |          | 1      | 1       |
| LBA Líbia                | Yes       |           |           |           |           |           |           |          |          |          |          |          |          |          | 1      | 1       |
| LTU Lituânia             | Yes       |           | Yes       |           |           | Yes       |           |          |          | Yes      |          |          |          |          | 4      | 9       |
| MAR Marrocos             |           |           |           |           |           |           |           | Yes      |          |          |          |          |          |          | 1      | 1       |
| MEX México               |           |           |           |           |           |           |           | Yes      |          |          |          |          |          |          | 1      | 1       |
| MON Mônaco               | Yes       |           |           |           |           |           |           |          |          |          |          |          |          |          | 1      | 1       |
| NAM Namíbia              |           |           |           |           |           |           |           | Yes      |          |          |          |          |          |          | 1      | 1       |
| NCA Nicarágua            | Yes       |           |           |           |           |           |           | Yes      |          |          |          |          |          |          | 2      | 2       |
| NGR Nigéria              |           |           |           |           |           |           |           | Yes      |          |          |          |          |          |          | 1      | 1       |
| NOR Noruega              | Yes       |           |           | Yes       |           | Yes       |           |          |          |          |          |          |          |          | 3      | 7       |
| NZL Nova Zelândia        | Yes       | Yes       | Yes       |           |           |           | Yes       | Yes      | Yes      | Yes      |          |          | Yes      | Yes      | 9      | 32      |
| NED Países Baixos        | Yes       | Yes       | Yes       |           | Yes       | Yes       | Yes       | Yes      |          | Yes      | Yes      | Yes      | Yes      |          | 11     | 35      |
| PAR Paraguai             |           |           |           |           |           |           |           | Yes      |          |          |          |          |          |          | 1      | 1       |
| PER Peru                 | Yes       |           |           |           |           |           |           |          |          |          |          |          |          |          | 1      | 1       |
| POL Polônia              |           |           | Yes       | Yes       | Yes       | Yes       |           |          |          |          |          | Yes      | Yes      |          | 6      | 20      |
| PUR Porto Rico           |           |           |           |           |           |           |           | Yes      |          |          |          |          |          |          | 1      | 1       |
| POR Portugal             |           |           |           | Yes       |           |           |           |          |          |          |          |          |          |          | 1      | 2       |
| CZE República Checa      | Yes       |           | Yes       | Yes       |           |           |           |          |          | Yes      |          |          |          |          | 4      | 7       |
| DOM República Dominicana | Yes       |           |           |           |           |           |           |          |          |          |          |          |          |          | 1      | 1       |
| ROU Romênia              |           | Yes       | Yes       |           | Yes       |           | Yes       |          | Yes      | Yes      | Yes      | Yes      |          | Yes      | 9      | 36      |
| RUS Rússia               | Yes       |           | Yes       |           |           |           |           | Yes      | Yes      | Yes      | Yes      |          |          |          | 6      | 10      |
| SRB Sérvia               |           | Yes       |           |           |           |           |           | Yes      |          |          |          |          |          |          | 2      | 3       |
| SGP Singapura            |           |           |           |           |           |           |           | Yes      |          |          |          |          |          |          | 1      | 1       |
| SUD Sudão                |           |           |           |           |           |           |           | Yes      |          |          |          |          |          |          | 1      | 1       |
| SWE Suécia               |           |           |           |           |           |           |           | Yes      |          |          |          |          |          |          | 1      | 1       |
| SUI Suíça                |           |           | Yes       |           | Yes       |           |           | Yes      |          |          | Yes      |          |          |          | 4      | 9       |
| THA Tailândia            |           |           |           | Yes       |           |           |           |          |          |          |          |          |          |          | 1      | 2       |
| TPE Taipé Chinês         |           |           |           |           |           |           |           | Yes      |          |          |          |          |          |          | 1      | 1       |
| TOG Togo                 |           |           |           |           |           |           |           | Yes      |          |          |          |          |          |          | 1      | 1       |
| TTO Trinidad e Tobago    |           |           |           |           |           |           |           | Yes      |          |          |          |          |          |          | 1      | 1       |
| TUN Tunísia              |           |           |           |           |           |           |           |          |          |          | Yes      |          |          |          | 1      | 2       |
| TUR Turquia              | Yes       |           |           |           |           |           |           |          |          |          |          |          |          |          | 1      | 1       |
| UGA Uganda               |           |           |           |           |           |           |           | Yes      |          |          |          |          |          |          | 1      | 1       |
| UKR Ucrânia              |           |           |           | Yes       |           |           |           |          |          |          |          |          |          |          | 1      | 2       |
| URU Uruguai              |           |           |           | Yes       |           |           |           |          |          |          |          |          |          |          | 1      | 2       |
| UZB Uzbequistão          |           |           |           | Yes       |           |           |           |          |          |          |          |          |          |          | 1      | 2       |
| VAN Vanuatu              | Yes       |           |           |           |           |           |           |          |          |          |          |          |          |          | 1      | 1       |
| VEN Venezuela            |           |           |           | Yes       |           |           |           |          |          |          |          |          |          |          | 1      | 2       |
| VIE Vietnã               |           |           |           |           |           |           |           |          |          |          | Yes      |          |          |          | 1      | 2       |
| ZIM Zimbabwe             | Yes       |           |           |           |           |           |           |          |          |          |          |          |          |          | 1      | 1       |
| Total: 80 CONs           | 32        | 13        | 13        | 20        | 10        | 10        | 7         | 32       | 13       | 13       | 18       | 10       | 10       | 7        | 208    | 526     |

## Eventos masculinos

### Skiff simples
| Evento                                   | #      | Nação                    | Atleta nomeado            |
| ---------------------------------------- | ------ | ------------------------ | ------------------------- |
| País-sede (se requerido)                 | 0      | —                        |                           |
| Campeonato Mundial de Remo de 2019       | 1      | GER Alemanha             | Oliver Zeidler            |
| Campeonato Mundial de Remo de 2019       | 2      | DEN Dinamarca            | Sverri Sandberg Nielsen   |
| Campeonato Mundial de Remo de 2019       | 3      | NED Países Baixos        | Finn Florijn              |
| Campeonato Mundial de Remo de 2019       | 4      | CZE República Checa      | Jan Fleissner             |
| Campeonato Mundial de Remo de 2019       | 5      | LTU Lituânia             | Mindaugas Griškonis       |
| Campeonato Mundial de Remo de 2019       | 6      | NOR Noruega              | Kjetil Borch              |
| Campeonato Mundial de Remo de 2019       | 7      | NZL Nova Zelândia        | Jordan Parry              |
| Campeonato Mundial de Remo de 2019       | 8      | CRO Croácia              | Damir Martin              |
| Campeonato Mundial de Remo de 2019       | 9      | ITA Itália               | Gennaro Di Mauro          |
| Regata de Qualificação da Ásia e Oceania | 1      | JPN Japão                | Ryuta Arakawa             |
| Regata de Qualificação da Ásia e Oceania | 2      | KAZ Cazaquistão          | Vladislav Yakovlev        |
| Regata de Qualificação da Ásia e Oceania | 3      | PHI Filipinas            | Cris Nievarez             |
| Regata de Qualificação da Ásia e Oceania | 4      | IRQ Iraque               | Mohammed Riyadh           |
| Regata de Qualificação da Ásia e Oceania | 5      | KUW Kuwait               | Abdulrahman Al-Fadhel     |
| Regata de Qualificação da Ásia e Oceania | 6      | KSA Arábia Saudita       | Hussein Ridha             |
| Regata de Qualificação da África         | 1      | EGY Egito                | Ali Hassan                |
| Regata de Qualificação da África         | 2      | ZIM Zimbabwe             | Peter Purcell-Gilpin      |
| Regata de Qualificação da África         | 3      | BEN Benim                | Privel Hinkati            |
| Regata de Qualificação da África         | 4      | CIV Costa do Marfim      | Franck N'dri              |
| Regata de Qualificação da África         | 5      | LBA Líbia                | Hussein Qanboor           |
| Regata de Qualificação das Américas      | 1      | BRA Brasil               | Lucas Verthein            |
| Regata de Qualificação das Américas      | 2      | PER Peru                 | Álvaro Torres Masias      |
| Regata de Qualificação das Américas      | 3      | BER Bermudas             | Dara Alizadeh             |
| Regata de Qualificação das Américas      | 4      | NCA Nicarágua            | Félix Damián Potoy        |
| Regata de Qualificação das Américas      | 5      | DOM República Dominicana | Ignacio Vásquez           |
| Regata de Qualificação da Europa         | 1      | GRE Grécia               | Stefanos Douskos          |
| Regata de Qualificação da Europa         | 2      | HUN Hungria              | Bendegúz Pétervári-Molnár |
| Regata de Qualificação da Europa         | 3      | TUR Turquia              | Onat Kazaklı              |
| Regata de Qualificação Final             | 1      | RUS Rússia               | Aleksandr Vyazovkin       |
| Regata de Qualificação Final             | 2      | CAN Canadá               | Trevor Jones              |
| Comissão Tripartite                      | 1      | MON Mônaco               | Quentin Antognelli        |
| Comissão Tripartite                      | 2      | VAN Vanuatu              | Rillio Rii                |
| Total                                    | Até 32 |                          |                           |

### Skiff duplo
| Evento                             | #  | Nação               | Atletas nomeados                    |
| ---------------------------------- | -- | ------------------- | ----------------------------------- |
| Campeonato Mundial de Remo de 2019 | 1  | CHN China           | Liu Zhiyu Zhang Liang               |
| Campeonato Mundial de Remo de 2019 | 2  | IRL Irlanda         | Philip Doyle Ronan Byrne            |
| Campeonato Mundial de Remo de 2019 | 3  | POL Polônia         | Mirosław Ziętarski Mateusz Biskup   |
| Campeonato Mundial de Remo de 2019 | 4  | ROU Romênia         | Ioan Prundeanu Marian-Florin Enache |
| Campeonato Mundial de Remo de 2019 | 5  | SUI Suíça           | Roman Röösli Barnabé Delarze        |
| Campeonato Mundial de Remo de 2019 | 6  | GBR Grã-Bretanha    | John Collins Graeme Thomas          |
| Campeonato Mundial de Remo de 2019 | 7  | NED Países Baixos   | Melvin Twellaar Stef Broenink       |
| Campeonato Mundial de Remo de 2019 | 8  | NZL Nova Zelândia   | Chris Harris Jack Lopas             |
| Campeonato Mundial de Remo de 2019 | 9  | FRA França          | Matthieu Androdias Hugo Boucheron   |
| Campeonato Mundial de Remo de 2019 | 10 | GER Alemanha        | Stephan Krüger Marc Weber           |
| Campeonato Mundial de Remo de 2019 | 11 | LTU Lituânia        | Saulius Ritter Aurimas Adomavičius  |
| Regata de Qualificação Final       | 1  | RUS Rússia          | Ilya Kondratyev Andrey Potapkin     |
| Regata de Qualificação Final       | 2  | CZE República Checa | Jakub Podrazil Jan Cincibuch        |
| Total                              | 13 |                     |                                     |

### Skiff duplo leve
| Evento                                   | #  | Nação               | Atletas nomeados                          |
| ---------------------------------------- | -- | ------------------- | ----------------------------------------- |
| Campeonato Mundial de Remo de 2019       | 1  | ITA Itália          | Stefano Oppo Pietro Ruta                  |
| Campeonato Mundial de Remo de 2019       | 2  | ESP Espanha         | Manel Balastegui Caetano Horta            |
| Campeonato Mundial de Remo de 2019       | 3  | POL Polônia         | Jerzy Kowalski Artur Mikołajczewski       |
| Campeonato Mundial de Remo de 2019       | 4  | IRL Irlanda         | Paul O'Donovan Fintan McCarthy            |
| Campeonato Mundial de Remo de 2019       | 5  | GER Alemanha        | Jason-Toby Osborne Jonathan Rommelmann    |
| Campeonato Mundial de Remo de 2019       | 6  | NOR Noruega         | Kristoffer Brun Are Strandli              |
| Campeonato Mundial de Remo de 2019       | 7  | BEL Bélgica         | Tim Brys Niels Van Zandweghe              |
| Regata de Qualificação da Ásia e Oceania | 1  | IND Índia           | Arjun Lal Arvind Singh                    |
| Regata de Qualificação da Ásia e Oceania | 2  | UZB Uzbequistão     | Shakhboz Kholmurzaev Sobirjon Safaroliyev |
| Regata de Qualificação da Ásia e Oceania | 3  | THA Tailândia       | Siwakorn Wongpin Nawamin Deenoi           |
| Regata de Qualificação da África         | 1  | ALG Argélia         | Sid Ali Boudina Kamel Ait Daoud           |
| Regata de Qualificação das Américas      | 1  | URU Uruguai         | Bruno Cetruro Felipe Kluver               |
| Regata de Qualificação das Américas      | 2  | CHI Chile           | Eber Sanhueza César Abaraoa               |
| Regata de Qualificação das Américas      | 3  | VEN Venezuela       | César Amaris José Güipe                   |
| Regata de Qualificação da Europa         | 1  | UKR Ucrânia         | Stanislav Kovalov Ihor Khmara             |
| Regata de Qualificação da Europa         | 2  | POR Portugal        | Pedro Fraga Afonso Costa                  |
| Regata de Qualificação Final             | 1  | CAN Canadá          | Patrick Keane Maxwell Lattimer            |
| Regata de Qualificação Final             | 2  | CZE República Checa | Miroslav Vraštil Jr. Jiří Šimánek         |
| Total                                    | 18 |                     |                                           |

### Skiff quádruplo
| Evento                             | #  | Nação             | Atletas nomeados                                                             |
| ---------------------------------- | -- | ----------------- | ---------------------------------------------------------------------------- |
| Campeonato Mundial de Remo de 2019 | 1  | NED Países Baixos | Abe Wiersma Dirk Uittenbogaard Koen Metsemakers Tone Wieten                  |
| Campeonato Mundial de Remo de 2019 | 2  | POL Polônia       | Fabian Barański Szymon Pośnik Wiktor Chabel Dominik Czaja                    |
| Campeonato Mundial de Remo de 2019 | 3  | ITA Itália        | Simone Venier Andrea Panizza Luca Rambaldi Giacomo Gentili                   |
| Campeonato Mundial de Remo de 2019 | 4  | AUS Austrália     | Jack Cleary Caleb Antill Cameron Girdlestone Luke Letcher                    |
| Campeonato Mundial de Remo de 2019 | 5  | GER Alemanha      | Max Appel Hans Gruhne Tim Ole Naske Karl Schulze                             |
| Campeonato Mundial de Remo de 2019 | 6  | CHN China         | Yi Xudi Zang Ha Liu Dang Zhang Quan                                          |
| Campeonato Mundial de Remo de 2019 | 7  | NOR Noruega       | Martin Helseth Olaf Tufte Oscar Stabe Helvig Erik Solbakken                  |
| Campeonato Mundial de Remo de 2019 | 8  | GBR Grã-Bretanha  | Harry Leask Angus Groom Tom Barras Jack Beaumont                             |
| Regata de Qualificação Final       | 1  | EST Estônia       | Kaspar Taimsoo Tõnu Endrekson Allar Raja Jüri-Mikk Udam                      |
| Regata de Qualificação Final       | —  | RUS Rússia        | Artyom Kosov Nikita Eskin Nikolay Pimenov Alexander Matveev                  |
| Regata de Qualificação Final       | 2  | LTU Lituânia      | Dominykas Jančionis Dovydas Nemeravičius Armandas Kelmelis Martynas Džiaugys |
| Total                              | 10 |                   |                                                                              |

### Dois sem
| Evento                             | #  | Nação             | Atletas nomeados                      |
| ---------------------------------- | -- | ----------------- | ------------------------------------- |
| Campeonato Mundial de Remo de 2019 | 1  | CRO Croácia       | Martin Sinković Valent Sinković       |
| Campeonato Mundial de Remo de 2019 | 2  | ITA Itália        | Giovanni Abagnale Marco Di Costanzo   |
| Campeonato Mundial de Remo de 2019 | 3  | ESP Espanha       | Jaime Canalejo Javier García          |
| Campeonato Mundial de Remo de 2019 | 4  | NZL Nova Zelândia | Stephen Jones Brook Robertson         |
| Campeonato Mundial de Remo de 2019 | 5  | AUS Austrália     | Sam Hardy Joshua Hicks                |
| Campeonato Mundial de Remo de 2019 | 6  | FRA França        | Guillaume Turlan Thibaud Turlan       |
| Campeonato Mundial de Remo de 2019 | 7  | SRB Sérvia        | Martin Mačković Miloš Vasić           |
| Campeonato Mundial de Remo de 2019 | 8  | CAN Canadá        | Kai Langerfeld Conlin McCabe          |
| Campeonato Mundial de Remo de 2019 | 9  | RSA África do Sul | Luc Daffarn Jake Green                |
| Campeonato Mundial de Remo de 2019 | 10 | ROU Romênia       | Marius Cozmiuc Ciprian Tudosă         |
| Campeonato Mundial de Remo de 2019 | 11 | BLR Bielorrússia  | Dzmitry Furman Siarhei Valadzko       |
| Regata de Qualificação Final       | 1  | DEN Dinamarca     | Joachim Sutton Frederik Vystavel      |
| Regata de Qualificação Final       | 2  | NED Países Baixos | Guillaume Krommenhoek Niki van Sprang |
| Total                              | 13 |                   |                                       |

### Quatro sem
| Evento                             | #  | Nação              | Atletas nomeados                                                                  |
| ---------------------------------- | -- | ------------------ | --------------------------------------------------------------------------------- |
| Campeonato Mundial de Remo de 2019 | 1  | POL Polônia        | Mikołaj Burda Mateusz Wilaganowski Marcin Brzeziński Michał Szpakowski            |
| Campeonato Mundial de Remo de 2019 | 2  | ROU Romênia        | Mihăiță Vasile Țigănescu Mugurel Semciuc Ștefan Constantin Berariu Cosmin Pascari |
| Campeonato Mundial de Remo de 2019 | 3  | GBR Grã-Bretanha   | Oliver Cook Matthew Rossiter Rory Gibbs Sholto Carnegie                           |
| Campeonato Mundial de Remo de 2019 | 4  | ITA Itália         | Matteo Castaldo Bruno Rosetti Matteo Lodo Giuseppe Vicino                         |
| Campeonato Mundial de Remo de 2019 | 5  | USA Estados Unidos | Anders Weiss Clark Dean Michael Grady Andrew Reed                                 |
| Campeonato Mundial de Remo de 2019 | 6  | AUS Austrália      | Alexander Purnell Spencer Turrin Jack Hargreaves Alexander Hill                   |
| Campeonato Mundial de Remo de 2019 | 7  | NED Países Baixos  | Boudewijn Röell Jan van der Bij Nelson Ritsema Sander de Graaf                    |
| Campeonato Mundial de Remo de 2019 | 8  | SUI Suíça          | Paul Jaquot Markus Kessler Andrin Gulich Joel Schürch                             |
| Regata de Qualificação Final       | 1  | RSA África do Sul  | Lawrence Brittain Kyle Schoonbee John Smith Sandro Torrente                       |
| Regata de Qualificação Final       | 2  | CAN Canadá         | Jakub Buczek Luke Gadsdon Gavin Stone Will Crothers                               |
| Total                              | 10 |                    |                                                                                   |

### Oito com
| Evento                             | # | Nação              | Atletas nomeados |
| ---------------------------------- | - | ------------------ | --- |
| Campeonato Mundial de Remo de 2019 | 1 | GER Alemanha       | Laurits Follert Malte Jakschik Torben Johannesen Hannes Ocik Olaf Roggensack Martin Sauer Richard Schmidt Jakob Schneider Johannes Weißenfeld                                               |
| Campeonato Mundial de Remo de 2019 | 2 | NED Países Baixos  | Bjorn van den Ende Bram Schwarz Jasper Tissen Maarten Hurkmans Mechiel Versluis Robert Lücken Ruben Knab Simon van Dorp Eline Berger                                                        |
| Campeonato Mundial de Remo de 2019 | 3 | GBR Grã-Bretanha   | Josh Bugajski Jacob Dawson Thomas George Mohamed Sbihi Charles Elwes Oliver Wynne-Griffith James Rudkin Thomas Ford Henry Fieldman                                                          |
| Campeonato Mundial de Remo de 2019 | 4 | AUS Austrália      | Nicholas Lavery Angus Widdicombe Angus Dawson Simon Keenan Nicholas Purnell Timothy Masters Joshua Booth Jack O'Brien Stuart Sim                                                            |
| Campeonato Mundial de Remo de 2019 | 5 | USA Estados Unidos | Austin Hack Justin Best Liam Corrigan Ben Davison Conor Harrity Nick Mead Alex Miklasevich Alexander Richards Julian Venonsky                                                               |
| Regata de Qualificação Final       | 1 | NZL Nova Zelândia  | Dan Williamson Matt Macdonald Tom Mackintosh Philip Wilson Shaun Kirkham Hamish Bond Michael Brake Tom Murray Sam Bosworth                                                                  |
| Regata de Qualificação Final       | 2 | ROU Romênia        | Alexandru Petrișor Chioseaua Florin Sorin Lehaci Constantin Radu Sergiu-Vasile Bejan Vlad Dragoș Aicoboae Constantin Adam Florin Nicolae Arteni-Fîntînariu Ciprian Huc Adrian Munteanu(cox) |
| Total                              | 7 |                    | |

## Eventos femininos

### Skiff simples
| Evento                                   | #      | Nação                 | Atleta nomeada            |
| ---------------------------------------- | ------ | --------------------- | ------------------------- |
| País-sede (se requerido)                 | 0      | —                     |                           |
| Campeonato Mundial de Remo de 2019       | 1      | USA Estados Unidos    | Kara Kohler               |
| Campeonato Mundial de Remo de 2019       | 2      | GBR Grã-Bretanha      | Victoria Thornley         |
| Campeonato Mundial de Remo de 2019       | 3      | SUI Suíça             | Jeannine Gmelin           |
| Campeonato Mundial de Remo de 2019       | 4      | IRL Irlanda           | Sanita Pušpure            |
| Campeonato Mundial de Remo de 2019       | 5      | NZL Nova Zelândia     | Emma Twigg                |
| Campeonato Mundial de Remo de 2019       | 6      | CAN Canadá            | Carling Zeeman            |
| Campeonato Mundial de Remo de 2019       | 7      | CHN China             | Jiang Yan                 |
| Campeonato Mundial de Remo de 2019       | 8      | NED Países Baixos     | Sophie Souwer             |
| Campeonato Mundial de Remo de 2019       | 9      | AUT Áustria           | Magdalena Lobnig          |
| Regata de Qualificação da Ásia e Oceania | 1      | IRI Irã               | Nazanin Malaei            |
| Regata de Qualificação da Ásia e Oceania | 2      | TPE Taipé Chinês      | Huang Yi-ting             |
| Regata de Qualificação da Ásia e Oceania | 3      | KOR Coreia do Sul     | Jung Hye-jung             |
| Regata de Qualificação da Ásia e Oceania | 4      | HKG Hong Kong         | Winnie Hung               |
| Regata de Qualificação da Ásia e Oceania | 5      | QAT Catar             | Tala Abujbara             |
| Regata de Qualificação da Ásia e Oceania | 6      | SGP Singapura         | Joan Poh                  |
| Regata de Qualificação da África         | 1      | NAM Namíbia           | Maike Diekmann            |
| Regata de Qualificação da África         | 2      | MAR Marrocos          | Sarah Fraincart           |
| Regata de Qualificação da África         | 3      | UGA Uganda            | Kathleen Grace Noble      |
| Regata de Qualificação da África         | 4      | TOG Togo              | Claire Akossiwa           |
| Regata de Qualificação da África         | 5      | NGR Nigéria           | Esther Toko               |
| Regata de Qualificação das Américas      | 1      | MEX México            | Kenia Lechuga             |
| Regata de Qualificação das Américas      | 2      | PAR Paraguai          | Alejandra Alonso          |
| Regata de Qualificação das Américas      | 3      | TTO Trinidad e Tobago | Felice Chow               |
| Regata de Qualificação das Américas      | 4      | CUB Cuba              | Milena Venegas            |
| Regata de Qualificação das Américas      | 5      | PUR Porto Rico        | Veronica Toro             |
| Regata de Qualificação da Europa         | 1      | RUS Rússia            | Hanna Prakatsen           |
| Regata de Qualificação da Europa         | 2      | SRB Sérvia            | Jovana Arsić              |
| Regata de Qualificação da Europa         | 3      | SWE Suécia            | Lovisa Claesson           |
| Regata de Qualificação Final             | 1      | GRE Grécia            | Anneta Kyridou            |
| Regata de Qualificação Final             | 2      | BLR Bielorrússia      | Tatsiana Klimovich        |
| Comissão Tripartite                      | 1      | SUD Sudão             | Esraa Khogali             |
| Comissão Tripartite                      | 2      | NCA Nicarágua         | Evidelia Gonzalez Jarquin |
| Total                                    | Até 32 |                       |                           |

### Skiff duplo
| Evento                             | #  | Nação               | Atletas nomeadas                           |
| ---------------------------------- | -- | ------------------- | ------------------------------------------ |
| Campeonato Mundial de Remo de 2019 | 1  | NZL Nova Zelândia   | Brooke Donoghue Hannah Osborne             |
| Campeonato Mundial de Remo de 2019 | 2  | ROU Romênia         | Simona Radiş Nicoleta-Ancuţa Bodnar        |
| Campeonato Mundial de Remo de 2019 | 3  | NED Países Baixos   | Lisa Scheenaard Roos de Jong               |
| Campeonato Mundial de Remo de 2019 | 4  | CAN Canadá          | Gabrielle Smith Andrea Proske              |
| Campeonato Mundial de Remo de 2019 | 5  | USA Estados Unidos  | Genevra Stone Kristina Wagner              |
| Campeonato Mundial de Remo de 2019 | 6  | FRA França          | Hélène Lefebvre Élodie Ravera-Scaramozzino |
| Campeonato Mundial de Remo de 2019 | 7  | ITA Itália          | Alessandra Patelli Chiara Ondoli           |
| Campeonato Mundial de Remo de 2019 | 8  | CZE República Checa | Lenka Antošová Kristýna Fleissnerová       |
| Campeonato Mundial de Remo de 2019 | 9  | LTU Lituânia        | Donata Karalienė Milda Valčiukaitė         |
| Campeonato Mundial de Remo de 2019 | 10 | CHN China           | Shen Shuangmei Liu Xiaoxin                 |
| Campeonato Mundial de Remo de 2019 | 11 | AUS Austrália       | Amanda Bateman Tara Rigney                 |
| Regata de Qualificação Final       | 1  | RUS Rússia          | Ekaterina Pitirimova Ekaterina Kurochkina  |
| Regata de Qualificação Final       | 2  | GER Alemanha        | Leonie Menzel Annekatrin Thiele            |
| Total                              | 13 |                     |                                            |

### Skiff duplo leve
| Evento                                   | #  | Nação              | Atletas nomeadas                           |
| ---------------------------------------- | -- | ------------------ | ------------------------------------------ |
| Campeonato Mundial de Remo de 2019       | 1  | NED Países Baixos  | Ilse Paulis Marieke Keijser                |
| Campeonato Mundial de Remo de 2019       | 2  | GBR Grã-Bretanha   | Emily Craig Imogen Grant                   |
| Campeonato Mundial de Remo de 2019       | 3  | ROU Romênia        | Ionela-Livia Cozmiuc Gianina-Elena Beleagă |
| Campeonato Mundial de Remo de 2019       | —  | NZL Nova Zelândia  |                                            |
| Campeonato Mundial de Remo de 2019       | 4  | BLR Bielorrússia   | Ina Nikulina Alena Furman                  |
| Campeonato Mundial de Remo de 2019       | 5  | FRA França         | Claire Bové Laura Tarantola                |
| Campeonato Mundial de Remo de 2019       | 6  | ITA Itália         | Valentina Rodini Federica Cesarini         |
| Campeonato Mundial de Remo de 2019       | 7  | CAN Canadá         | Jill Moffatt Jennifer Casson               |
| Regata de Qualificação da Ásia e Oceania | 1  | JPN Japão          | Chiaki Tomita Ayami Oishi                  |
| Regata de Qualificação da Ásia e Oceania | 2  | VIE Vietnã         | Lường Thị Thảo Đinh Thị Hảo                |
| Regata de Qualificação da Ásia e Oceania | 3  | INA Indonésia      | Mutiara Rahma Putri Melani Putri           |
| Regata de Qualificação da África         | 1  | TUN Tunísia        | Nour El-Houda Ettaieb Khadija Krimi        |
| Regata de Qualificação das Américas      | 1  | ARG Argentina      | Milka Kraljev Evelyn Silvestro             |
| Regata de Qualificação das Américas      | 2  | GUA Guatemala      | Yulissa López Jenniffer Zúñiga             |
| Regata de Qualificação das Américas      | —  |                    |                                            |
| Regata de Qualificação da Europa         | 1  | RUS Rússia         | Anastasia Lebedeva Maria Botalova          |
| Regata de Qualificação da Europa         | 2  | AUT Áustria        | Louisa Altenhuber Valentina Cavallar       |
| Regata de Qualificação Final             | 1  | USA Estados Unidos | Michelle Sechser Molly Reckford            |
| Regata de Qualificação Final             | 2  | SUI Suíça          | Frédérique Rol Patricia Merz               |
| Regata de Qualificação Final             | 3  | IRL Irlanda        | Aoife Casey Margaret Cremen                |
| Total                                    | 18 |                    |                                            |

### Skiff quádruplo
| Evento                             | #  | Nação              | Atletas nomeadas                                                          |
| ---------------------------------- | -- | ------------------ | ------------------------------------------------------------------------- |
| Campeonato Mundial de Remo de 2019 | 1  | NED Países Baixos  | Inge Janssen Laila Youssifou Nicole Beukers Olivia van Rooijen            |
| Campeonato Mundial de Remo de 2019 | 2  | CHN China          | Chen Yunxia Zhang Ling Lü Yang Cui Xiaotong                               |
| Campeonato Mundial de Remo de 2019 | 3  | POL Polônia        | Agnieszka Kobus-Zawojska Marta Wieliczko Katarzyna Zillmann Maria Sajdak  |
| Campeonato Mundial de Remo de 2019 | 4  | GER Alemanha       | Frieda Hämmerling Franziska Kampmann Carlotta Nwajide Daniela Schultze    |
| Campeonato Mundial de Remo de 2019 | 5  | GBR Grã-Bretanha   | Mathilda Hodgkins-Byrne Hannah Scott Charlotte Hodgkins-Byrne Lucy Glover |
| Campeonato Mundial de Remo de 2019 | 6  | NZL Nova Zelândia  | Olivia Loe Eve MacFarlane Ruby Tew Georgia Nugent-O'Leary                 |
| Campeonato Mundial de Remo de 2019 | 7  | USA Estados Unidos | Meghan O'Leary Ellen Tomek Cicely Madden Alie Rusher                      |
| Campeonato Mundial de Remo de 2019 | 8  | ITA Itália         | Valentina Iseppi Alessandra Montesan Veronica Lisi Stefania Gobbi         |
| Regata de Qualificação Final       | 1  | AUS Austrália      | Caitlin Cronin Harriet Hudson Rowena Meredith Ria Thompson                |
| Regata de Qualificação Final       | 2  | FRA França         | Emma Lunatti Marie Jacquet Margaux Bailleul Violaine Aernoudts            |
| Total                              | 10 |                    |                                                                           |

### Dois sem
| Evento                             | #  | Nação              | Atletas nomeadas                      |
| ---------------------------------- | -- | ------------------ | ------------------------------------- |
| Campeonato Mundial de Remo de 2019 | 1  | NZL Nova Zelândia  | Kerri Gowler Grace Prendergast        |
| Campeonato Mundial de Remo de 2019 | 2  | AUS Austrália      | Annabelle McIntyre Jessica Morrison   |
| Campeonato Mundial de Remo de 2019 | 3  | CAN Canadá         | Caileigh Filmer Hillary Janssens      |
| Campeonato Mundial de Remo de 2019 | 4  | USA Estados Unidos | Megan Kalmoe Tracy Eisser             |
| Campeonato Mundial de Remo de 2019 | 5  | ESP Espanha        | Aina Cid Virginia Díaz                |
| Campeonato Mundial de Remo de 2019 | 6  | ITA Itália         | Kiri Tontodonati Aisha Rocek          |
| Campeonato Mundial de Remo de 2019 | 7  | ROU Romênia        | Adriana Ailincăi Iuliana Buhuş        |
| Campeonato Mundial de Remo de 2019 | 8  | IRL Irlanda        | Aileen Crowley Monika Dukarska        |
| Campeonato Mundial de Remo de 2019 | 9  | CHN China          | Huang Kaifeng Liu Jinchao             |
| Campeonato Mundial de Remo de 2019 | 10 | GBR Grã-Bretanha   | Helen Glover Polly Swann              |
| Campeonato Mundial de Remo de 2019 | 11 | GRE Grécia         | Christina Bourbou Maria Kyridou       |
| Regata de Qualificação Final       | 1  | RUS Rússia         | Vasilisa Stepanova Elena Oriabinskaia |
| Regata de Qualificação Final       | 2  | DEN Dinamarca      | Fie Udby Erichsen Hedvig Rasmussen    |
| Total                              | 13 |                    |                                       |

### Quatro sem
| Evento                             | #  | Nação              | Atletas nomeadas                                                                       |
| ---------------------------------- | -- | ------------------ | -------------------------------------------------------------------------------------- |
| Campeonato Mundial de Remo de 2019 | 1  | AUS Austrália      | Annabelle McIntyre Jessica Morrison Rosemary Popa Lucy Stephan                         |
| Campeonato Mundial de Remo de 2019 | 2  | NED Países Baixos  | Ellen Hogerwerf Karolien Florijn Veronique Meester Ymkje Clevering                     |
| Campeonato Mundial de Remo de 2019 | 3  | DEN Dinamarca      | Ida Gørtz Jacobsen Christina Juhl Johansen Frida Sanggaard Nielsen Trine Dahl Pedersen |
| Campeonato Mundial de Remo de 2019 | 4  | POL Polônia        | Maria Wierzbowska Olga Michałkiewicz Joanna Dittmann Monika Chabel                     |
| Campeonato Mundial de Remo de 2019 | 5  | ROU Romênia        | Mădălina Hegheş Elena Logofătu Cristina Georgiana Popescu Roxana Iuliana Anghel        |
| Campeonato Mundial de Remo de 2019 | 6  | USA Estados Unidos | Grace Luczak Kendall Chase Claire Collins Madeleine Wanamaker                          |
| Campeonato Mundial de Remo de 2019 | 7  | GBR Grã-Bretanha   | Rowan McKellar Harriet Taylor Karen Bennett Rebecca Shorten                            |
| Campeonato Mundial de Remo de 2019 | 8  | CAN Canadá         | Stephanie Grauer Nicole Hare Jennifer Martins Kristina Walker                          |
| Regata de Qualificação Final       | 1  | IRL Irlanda        | Aifric Keogh Eimear Lambe Fiona Murtagh Emily Hegarty                                  |
| Regata de Qualificação Final       | 2  | CHN China          | Qin Miaomiao Wang Fei Lin Xinyu Lu Shiyu                                               |
| Total                              | 10 |                    |                                                                                        |

### Oito com
| Evento                          | # | Nação              | Atletas nomeadas |
| ------------------------------- | - | ------------------ | --- |
| 2019 World Rowing Championships | 1 | NZL Nova Zelândia  | Kelsey Bevan Emma Dyke Kirstyn Goodger Jackie Gowler Ella Greenslade Beth Ross Lucy Spoors Phoebe Spoors Caleb Shepherd (cox)                                  |
| 2019 World Rowing Championships | 2 | AUS Austrália      | Olympia Aldersey Molly Goodman Sarah Hawe Genevieve Horton Bronwyn Cox Giorgia Patten Georgia Rowe Katrina Werry James Rook                                    |
| 2019 World Rowing Championships | 3 | USA Estados Unidos | Katelin Guregian Meghan Musnicki Charlotte Buck Olivia Coffey Gia Doonan Brooke Mooney Kristine O'Brien Regina Salmons Jessica Thoennes                        |
| 2019 World Rowing Championships | 4 | CAN Canadá         | Susanne Grainger Kasia Gruchalla-Wesierski Madison Mailey Sydney Payne Andrea Proske Lisa Roman Christine Roper Avalon Wasteneys Kristen Kit                   |
| 2019 World Rowing Championships | 5 | GBR Grã-Bretanha   | Fiona Gammond Sara Parfett Rebecca Edwards Chloe Brew Katherine Douglas Caragh McMurtry Rebecca Muzerie Emily Ford Matilda Horn                                |
| Regata de Qualificação Final    | 1 | CHN China          | Wang Zifeng Wang Yuwei Xu Fei Miao Tian Zhang Min Ju Rui Li Jingjing Guo Linlin                                                                                |
| Regata de Qualificação Final    | 2 | ROU Romênia        | Maria-Magdalena Rusu Viviana-Iuliana Bejinariu Georgiana Dedu Maria Tivodariu Ioana Vrînceanu Amalia Beres Mădălina Bereș Denisa Tîlvescu Daniela Druncea(cox) |
| Total                           | 7 |                    | |